# 고흥 대성사
대성사(大成祠)는 대한민국 전라남도 고흥군 풍양면 상림리에 있는 사당이다. 1984년 2월 29일 전라남도의 문화재자료 제54호로 지정되었다.

## 개요
조선 고종 8년(1871) 공자를 모시기 위해 세운 사당이다.
공자의 66대손인 가암 공혜종이 경남 하동에서 임진왜란의 화를 피하기 위해 이곳으로 이동했으며, 그의 9대손인 공인두가 고종 7년(1870)에 중국 산동성 곡부에 가서 공자 영정 1매를 가지고 와 오무산 남쪽에 사당을 세우게 되었다. 그 후 1924년 풍수지리설에 따라 현 소재지로 옮겨 지은 뒤 대성사라 불렀다.
앞면 3칸·옆면 2칸 규모로, 지붕은 옆면에서 볼 때 사람 인(人)자 모양의 맞배지붕이다. 안쪽에는 중국 곡부에서 가져온 가로 64cm·세로 90cm 영정이 있다.

## 참고 문헌
- 대성사 - 국가유산청 국가유산포털